# Interstate 475 (Michigan)
Pour les articles homonymes, voir Interstate 475.
L'Interstate 475 (I-475) est une autoroute auxiliaire sud–nord du Michigan.
L'I-475 fait 16,9 miles (27,2 km) dans la ville de Flint. L'I-475 débute au sud-ouest de Grand Blanc et passe par les banlieues sud de Flint avant de traverser son centre-ville. Elle y croise l'I-69 et la Flint River. Au nord du centre-ville, elle bifurque vers l'ouest pour se connecter à nouveau à l'I-75 près de Mount Morris.
L'I-475 a d'abord été nommée la Buick Freeway en honneur à David Dunbar Buick et sa contribution à l'industrie de l'automobile de Flint. Elle a été renommée la UAW Freeway en 1981, en honneur à la United Auto Workers, un syndicat ouvrier très actif à Flint.

## Description du tracé
L'I-475 débute à un échangeur avec l'I-75 près de Grand Blanc. L'autoroute se dirige ensuite vers le nord à travers une zone suburbaine résidentielle. Elle croisera quelques voies locales avant d'atteindre l'échangeur avec l'I-69 au centre-ville de Flint.
Au nord de l'échangeur, l'I-475 se dirige vers le nord-ouest. Elle longe la Flint River pour ensuite la traverser et entrer dans un secteur industriel. Un peu plus au nord, après avoir quitté les limites de Flint, l'autoroute bifurque vers l'ouest pour atteindre son terminus nord quelques miles plus loin à la jonction avec l'I-75 / US 23.

## Liste des sorties
| Interstate 475    |                       |       |       |        |                                         |                                                                   |
| Comté             | Municipalité          | mi    | km    | Sortie | Intersections / Destinations            | Notes                                                             |
| Genesee           | Grand Blanc Township  | 0,00  | 0,00  | —      | I-75 sud – Détroit                      | Sortie direction sud, entrée direction nord; sortie 111 de l'I-75 |
| Genesee           | Grand Blanc Township  | 1,73  | 2,78  | 2      | Hill Road                               | Accès à I-75 nord                                                 |
| Genesee           | Burton                | 3,81  | 6,14  | 4      | Bristol Road, Hemphill Road             |                                                                   |
| Genesee           | Flint                 | 4,82  | 7,76  | 5      | Atherton Road                           | Sortie direction sud, entrée direction nord                       |
| Genesee           | Flint                 | 6,46  | 10,39 | 6      | I-69 – Port Huron, Lansing              | Sortie 137 de l'I-69                                              |
| Genesee           | Flint                 | 6,83  | 10,99 | 7      | M-21 (en) (Court Street) – Centre-ville |                                                                   |
| Genesee           | Flint                 | 7,58  | 12,20 | 8A     | Robert T. Longway Boulevard             |                                                                   |
| Genesee           | Flint                 | 8,26  | 13,30 | 8B     | Davison Road, Hamilton Avenue           |                                                                   |
| Genesee           | Flint                 | 9,66  | 15,55 | 9      | M-54 (en) (Dort Highway) Stewart Avenue |                                                                   |
| Genesee           | Flint                 | 10,21 | 16,43 | 10     | Pierson Road                            |                                                                   |
| Genesee           | Flint                 | 11,31 | 18,20 | 11     | Carpenter Road                          |                                                                   |
| Genesee           | Mount Morris Township | 13,12 | 21,11 | 13     | Saginaw Street – Mount Morris           |                                                                   |
| Genesee           | Mount Morris Township | 15,15 | 24,38 | 15     | Clio Road                               |                                                                   |
| Genesee           | Mount Morris Township | 16,40 | 26,40 | —      | I-75 / US 23 – Saginaw, Détroit         | Sortie 125 de l'I-75                                              |
| - Accès incomplet |                       |       |       |        |                                         |                                                                   |